# La Negrillar
Ne doit pas être confondu avec El Negrillar.
La Negrillar est un volcan du Chili composé de cônes pyroclastiques.